# Fue por tu voz
Fue por tu voz, o simplemente Isabel Pantoja, es el primer álbum de estudio de la cantante española Isabel Pantoja. Grabado y lanzado al mercado en 1974, contó con diez canciones compuestas por los conocidos autores de música española Rafael de León y Juan Solano, y contó con la colaboración de otras personalidades de renombre dentro del género como Ochaita, Valerio y Benítez Carrasco. El playlist contaba tanto con canciones compuestas originalmente para el álbum como con otras que habían sido compuestas y grabadas anteriormente, como Un rojo clavel, por la “Chipionera” Rocío Jurado, y Fue por tu voz, que también había sido grabada, aunque sin éxito, por la valenciana Concha Márquez Piquer .

## Lista de canciones
1. Fue por tu voz (León/Solano) - 3:10
2. Él aquel del cariño (Ochaita/Valerio/Solano) - 2:26
3. Tené compasión de mí (León/Solano) - 3:20
4. Un rojo, rojo clavel (León/Solano) - 3:33
5. El pájaro verde (Ochaita/Valerio/Solano) - 2:24
6. Tus ojos de ole con ole (Ochaita/Solano) - 2:55
7. Sevillanas de Sevillanito de Triana (Ochaita/Solano) - 2:44
8. Si me engañas...me muero (Ochaita/Valerio/Solano) - 4:15
9. Las gitanas infantas (Ochaita/Solano) - 2:30
10. Pequeño amor (Benítez Carrasco/Solano) - 2:23

- Dirección musical: Benito Lauret

## Sencillos
- Fue por tu voz
- El pájaro verde
- Un rojo, rojo clavel

- Datos: Q27961213